# Jan Dinarés
Juan Antonio Dinarés Quera (nacido el 23 de septiembre de 1969 en Tarrasa, Cataluña), más conocido como Jan Dinarés, es un exjugador de hockey sobre hierba español. Su logro más importante fue una medalla de plata en los juegos olímpicos de Atlanta 1996 y otra mundial con la selección de España. 

## Participaciones en Juegos Olímpicos
- Barcelona 1992, puesto 5.
- Atlanta 1996, medalla de plata.
- Sídney 2000, noveno puesto.